# Fernanda Nizzato
Fernanda Nizzato (Belo Horizonte, 4 de janeiro de 1986) é uma atriz, diretora e roteirista brasileira.

## Biografia
Nascida na capital mineira, cresceu em Passos, onde, na escola, teve seu primeiro contato com o teatro. Já no primeiro ano do curso de Publicidade e Propaganda no Centro Universitário Newton Paiva descobriu que aquela não era sua vocação. Mesmo assim, terminou a graduação e, após se formar, entrou no curso de artes cênicas na PUC-MG. Seu primeiro trabalho como atriz foi a peça Um espírito baixou em mim, em 2003, com a qual ficou três anos em cartaz.
Após esse período, mudou-se para o Rio de Janeiro, onde cursou Direção de Cinema na Escola Darcy Ribeiro. Dali, seguiu para os Estados Unidos trabalhar no longa-metragem The French Teacher e estudar cinema na Marymount College, na Califórnia. Retornou ao Rio para, entre outros trabalhos, participar da minissérie O Caçador, da Rede Globo, contracenando com Cauã Reymond.
Fernanda também dirigiu um curta-metragem, A Lança e o Dragão, de 2015, exibido em dois festivais internacionais, como o 20MINMAX, na Alemanha. Na Record, atuou nas novelas Milagres de Jesus, A Terra Prometida, Gênesis, Os Dez Mandamentos e Jezabel, produzida em Marrocos.

## Obras
Trabalhos como atriz:
| Ano       | Programa                | Emissora  | Personagem      |
| --------- | ----------------------- | --------- | --------------- |
| 2014      | O Caçador               | TV Globo  | Iara            |
| 2014-2015 | Milagres de Jesus       | TV Record | Leila           |
| 2015-2016 | A Regra do Jogo         | TV Globo  |                 |
| 2015-2016 | Os Dez Mandamentos      | TV Record | Téti            |
| 2016-2017 | A Terra Prometida       | TV Record | Tileia          |
| 2017-2018 | O Outro Lado do Paraíso | TV Globo  | Vanessa Moreira |
| 2019      | Jezabel                 | TV Record | Adama           |
| 2021      | Gênesis                 | TV Record | Chetiça         |

No cinema, dirigiu e produziu o curta A Lança e o Dragão (2015), atuou no longa Bem Casados (2015), atuou e foi primeira assistente de direção do longa The French Teacher (2019), foi segunda assistente de direção do longa Intervenção: É Proibido Morrer (2021) e assinou o argumento e ideia original do longa Vice e Versa, em desenvolvimento pela Conspiração Filmes.